# Efrem de Syriër
De heilige Efrem de Syriër, (Syrisch: ܡܪܝ ܐܦܪܝܡ ܣܘܪܝܝܐ, Mor Efrem Suryoyo) (Nisibis, 306 - Edessa (nu Şanlıurfa), 9 juni 373) was de grote heilige theoloog en dichter van de Syrisch sprekende kerken. Sinds 1920 wordt hij in de Rooms-Katholieke Kerk vereerd als kerkleraar.
Zijn feestdag is binnen het Syrisch christendom of op 18 juni (Maronieten) of op de eerste zaterdag van de veertigdaagse vasten (Syrisch-orthodoxen). In de oosters-orthodoxe kerken valt zijn feestdag op 28 januari. In de Rooms-Katholieke Kerk is zijn feestdag op zijn sterfdatum 9 juni.

## Leven
Hij werd geboren in ca. 306 na Chr. in Nisibis (Nusaybin, Mardin, Turkije). Terwijl sommige late bronnen beweren dat zijn vader een heidense priester was die een godin, genaamd Abnil vereerde, bevestigen zijn eigen beschrijvingen dat hij in een christelijke familie is opgegroeid.
Adversos Haereses, XXVI:
"Ik werd geboren in de weg van de waarheid: hoewel mijn jeugd niet de grootsheid van dit  voordeel begreep, ik wist het toen de beproeving kwam".
Opnieuw uitdrukkelijker, als wij op een getuigenis kunnen vertrouwen dat slechts in het Grieks bestaat: "Ik werd vroeg door mijn ouders onderwezen over Christus; zij die mij verzorgden naar  het vlees, hadden mij in de vreze van de Heer opgeleid. Mijn ouders waren geloofsgetuigen voor de rechter: "Ja, ik ben een verwant van martelaren."
Hij werd in ca. 338 na Chr. tot diaken aangesteld en diende de bisschop van Nisibis, Jacob van Nisibis, die aan het Concilie van Nicea (325 na Chr.) had deelgenomen. Hij leefde solitair en werd nooit tot priester gewijd. Na de verovering van Nisibis door Perzië in 363, vestigde Efrem zich in (het Romeinse) Edessa waar hij de hymnen samenstelde die vandaag de dag in de Syrisch-Orthodoxe Kerk van Antiochië worden gebruikt. Mor Efrem overleed op 9 juni, 373 na Chr.

## Werken
Efrem schreef uitsluitend in het Syrisch (kthobonoyo, taal van het boek), het Aramese dialect, maar zijn werken werden vertaald in het Armeens en het Grieks, en via de laatstgenoemde taal overgezet in het Latijn en Slavisch. Vele werken in deze talen die aan hem toegeschreven worden, zijn, nochtans, niet echt. Veel van Efrems exegetische, dogmatische en ascetische werken zijn in versvorm. Hij schreef verscheidene polemische werken om de ketterijen van Marcion, Bardaisan, Mani, het Arianisme, de gnostische borboriten en de Anomeanen te weerleggen. Hij schreef brede beschouwende Bijbelcommentaren op Genesis en de Diatessaron. 
Zijn geschriften bevatten omvangrijke typologieën en symboliek. Meer dan 500 hymnen zijn bewaard gebleven. Zijn poëzie bevat twee genres: madrãshe (hymnen) en memre (preek in versvorm). Na zijn dood werden de hymnen in hymnecycli geplaatst. Hiervan zijn de bekendste het Geloof (inclusief de vijf Op de Parel), het Paradijs en Nisibis (vooral de tweede helft: de Afdaling van Christus in Sheol). Zijn liturgische poëzie had een geweldige invloed op de Syrische en Griekse liedkunst. De Syrische kerken eren hem als 'de lier van de Heilige Geest'.

## Efrems testament
Er is een 'Testament van de hl. Efrem' bewaard gebleven, dat als niet authentiek wordt beschouwd. Een deel van de prozatekst werd in de vorm van een hymne gegoten en deze tekst geniet grote bekendheid binnen de Syrische kerken. De aanhef ervan is hieronder te lezen met de Nederlandse vertaling ernaast.

### Nederlands
Ik, Efrem ben stervende en schrijf mijn testament.
Moge het een getuigschrift zijn voor hen die na mij komen;
Bidt dag en nacht, uw hele leven door.
Zoals een ploeger ploegt, dag in dag uit.
Een ploeger, zijn werk is eerzaam en bewonderenswaardig;
Wees niet zoals luie mensen in wier velden doornen groeien.
Bidt constant, want hij die het gebed liefheeft,
Zal hulp vinden in beide werelden.

### Syrisch
ܐܢܐ ܐܦܪܝܡ ܡܐܬ ܐܢܐ܇ ܘܕܝܬܝܩܝ ܟܬܒ ܐܢܐ
ܕܬܗܘܐ ܣܗܕܘܬܐ܇ ܠܬܠܡܝ̈ܕܐ ܕܒܬܪܝ
ܗܘܘ ܐܡܝܢܝܢ ܒܨܠܘܬܐ܇ ܐܝܡܡܐ ܘܠܠܝܐ
ܕܐܟܪܐ ܕܟܪܒ ܘܬܢܐ܇
ܫܦܪ̈ܢ ܥ̈ܠܠـܬܗ
ܠܐ ܬܗܘܘܢ ܐܝܟ ܡܐܝ̈ܢܐ܇ ܕܡܘܥܝ̈ܢ ܟܘ̈ܒܐ ܚܩ̈ܠܬܗܘܢ
ܗܘܘ ܐܡܝܢܝܢ ܒܨܠܘܬܐ ܕܐܝܢܐ ܕܡܚܒ ܠܗ̇ ܣܓܝ
ܡܢܗ̇ ܡܬܥܕܪ܇ ܒܬܪ̈ܝܗܘܢ ܥܠܡ̈ܐ܀